# رگرسیون جستجوگر تصویر
رگرسیون جستجوگر تصویر (به انگلیسی: Projection pursuit regression) (مخفف انگلیسی: PPR) در آمار یک روش برای دسته‌ای است مدل‌های additive تعمیم یافته است.

## مدل کلی
مدل تشکیل شده از ترکیب خطی تعدادی تابع غیرخطی از تعدادی متغیر است:
{\displaystyle Y=\beta _{0}+\sum _{j=1}^{r}f_{j}(\beta _{j}'x)+\varepsilon ,}
که در آن x ماتریس ستونی متغیرهاست که ستون بخصوصی از ماتریس طراحی X را در بر می‌گیرد.

## همچنین بینید
- جستجوگر تصویر